# Silvestre Conti
Silvestre Conti (ur. ? – zm. ?) – argentyński piłkarz, grający podczas kariery na pozycji pomocnika.

## Kariera klubowa
Silvestre Conti podczas piłkarskiej kariery występował w Nacionalu Rosario.

## Kariera reprezentacyjna
Jedyny raz w reprezentacji Argentyny Conti wystąpił 24 października 1926 w przegranym 0-2 meczu z Urugwajem podczas Mistrzostw Ameryki Południowej.